# Mortimer J. Adler
Mortimer Jerome Adler, ameriški filozof, pedagog, enciklopedist in avtor, *28. december 1902, New York City, ZDA, † 28. junij 2001, San Mateo, Kalifornija, ZDA.  
Kot filozof je deloval v okviru aristotelovske in tomistične tradicije. Poučeval je na Univerzi Columbia in Univerzi v Chicagu, bil je predsednik uredniškega odbora Enciklopedije Britannice in ustanovil je svoj Inštitut za filozofsko raziskovanje. Njegovi glavni filozofski interesi so bili filozofska teologija, metafizika in etika.

## Življenje
Mortimer se je rodil na Manhattnu v New Yorku 28. decembra 1902. Njegova starša sta bila judovska priseljenca iz Nemčije. Pri večernih urah pisanja v šoli je odkril zahodno filozofsko tradicijo. Adler je med odraščanjem naletel na dela ljudi svojih bodočih vzornikov: Platona, Aristotela, Tomaža Akvinskega in drugih. Njegova misel se je razvila tako, da je ovrgla »filozofske napake«, kar se odraža v njegovi knjigi iz leta 1985, Deset filozofskih napak: osnovne napake v moderni misli (angleško Ten Philosophical Mistakes: Basic Errors in Modern Thought). Spoznanja in razlikovanja je črpal iz aristotelovske tradicije.
Po šolanju in delu je nadaljeval študij na univerzi Columbia. Sčasoma je prejel mesto inštruktorja in doktorat iz psihologije. Med študijem na univerzi Columbia je Adler napisal svojo prvo knjigo: Dialectic, ki jo je objavil leta 1927.
Mortimer se je rodil na Manhattnu v New Yorku 28. decembra 1902. Njegova starša sta judovska priseljenca iz Nemčije. Na večernih urah pisanja v šoli je odkril zahodno filozofsko tradicijo. Po šolanju in delu je nadaljeval študij na univerzi Columbia. Sčasoma je prejel mesto inštruktorja in doktorat iz psihologije. Med študijem na univerzi Columbia je Adler napisal svojo prvo knjigo: Dialectic in jo je objavil leta 1927.
Leta 1930 se je zaposlil na pravni šoli v Chicagu kot profesor filozofije prava. Adler je bil prvi "nepravnik", ki se je pridružil pravni fakulteti. Potem ko je seminar Velikih Knjig navdihnil poslovneža in skrbnika univerze Walterja Paepckeja, da je ustanovil Inštitut Aspen, je Adler tam poučeval filozofijo za direktorje podjetij.
Adler in Hutchins sta nato ustanovila program Great Books of the Western World in fundacijo Great Books Foundation. Leta 1952 je Adler ustanovil in bil direktor Inštituta za filozofsko raziskovanje. Deloval je tudi v uredniškem odboru Enciklopedije Britannica. Z Maxom Weismannom je leta 1990 v Chicagu ustanovil Center za preučevanje Velikih idej (angleško the Centre for the Study of the Great Ideas) .

### Religija in teologija
Čeprav je Mortimer odraščal v neverni družini, je v zgodnjih dvajsetih letih odkril Tomaža Akvinskega preko knjige Summa Theologica. Za premišljevanje o teoloških vprašanjih je potreboval veliko časa. Pravil je, da so na poti do njegovega sprejema krščanstva še številne moralne ovire kot so splav in odpor njegove družine in prijateljev. Adler je leta 1984 končno izpovedal vero. Decembra 1999, po ženini smrti je bil v San Mateu sprejet v katoliško cerkev.  Končno je postal rimokatolik, za kakršnega se je uril vse življenje.
Ko se je Adlerjevo zanimanje za religijo in teologijo povečalo, se je skliceval na Sveto pismo. V svoji knjigi Kako razmišljati o Bogu iz leta 1981 Adler poskuša prikazati Boga kot iztrebljevalca - ustvarjalca nečesa iz nič. Adler je poudaril, da tudi s tem sklepom božjega obstoja ni mogoče dokazati, temveč samo ugotoviti, da je resničen izven razumnega dvoma. Adler je verjel, da če sta teologija in religija živi stvari, morata biti odprti za spremembe in rast kot vse ostalo. Po Adlerju je med vsemi velikimi idejami, ideja Boga vedno bila in ostaja tista, ki vzbuja največjo skrb v najširši množici. Vendar pa je nasprotoval ideji o pretvorbi ateizma v novo obliko vere ali teologije.
Kljub temu da večino svojega življenja ni bil katoličan, ga zaradi svoje vplivne udeležbe v neotomističnem gibanju in članstva v Ameriškem katoliškem filozofskem združenju štejemo za "katoliškega filozofa".

### Filozofija
Adler je Aristotelovo Nikomahovo etiko štel za edino etično delo, ki odgovarja na vsa vprašanja, na katera naj bi filozofija poskušala odgovoriti, ne več ne manj, in ima odgovore, ki so resnični po standardu resnice.
Adler se je samooklical za zmernega dualista. Ni se strinjal tudi s skrajno obliko dualizma, ki je izhajala iz filozofov, kot sta Platon (telo in duša) in Descartes (um in materija), pa tudi s teorijo skrajnega monizma in teorijo identitete uma in možganov.  Menil je, da so možgani le nujen, ne pa tudi zadosten pogoj za pojmovno mišljenje; da je kot pogoj potreben tudi "nematerialen intelekt".
Svoboda in svobodna volja
Adlerjev Inštitut za filozofsko raziskovanje je deset let preučeval idejo svobode. Njegova študija, ki je bila objavljena leta 1958 kot prvi zvezek Ideje svobode s podnaslovom Dialektični pregled ideje svobode s kasnejšimi komentarji v Adlerjevem filozofskem slovarju, je zaključila, da je razmejitev treh vrst svobode – naključne, naravne in pridobljene – potrebna za jasnost teme.
1.     "Svoboda okoliščin" pomeni "svobodo pred prisilo ali omejitvijo."
2.     "Naravna svoboda" pomeni "svobodo svobodne volje" ali "svobodno izbiro". Je svoboda odločanja o lastnih odločitvah ali načrtih. Ta svoboda obstaja v vsakem sama po sebi, ne glede na okoliščine ali stanje duha.
3.     "Pridobljena svoboda« je svoboda »hoteti, kot bi morali hoteti« in s tem »živeti, kot je treba živeti«. Ta svoboda ni inherentna: pridobiti jo je treba s spremembo, s katero oseba pridobi lastnosti, kot so "dobrota, modrost, krepost itd."

## Nagrade
1. 1976, Akvisnka medalja
2. 1978, literarna nagrada St. Louis (Wilma and Roswell Messing Award)
3. 1985, nagrada Golden Plate Ameriške akademije za dosežke
4. 1990, alumni nagrada Univerze Columbia (John Jay Award)
5. 1993, dvorana slavnih v Aspenu (angleško Aspen Hall of Fame)

## Izbor del
1.   Dialektika (angleško Dialectic): 1927
2.   Narava sodnega dokaza: Preiskava logičnih, pravnih in empiričnih vidikov dokaznega prava (1931, z Jeromom Michaelom)
3.   Diagrammatics (1932, z Maude Phelps Hutchins)
4.   Zločin, pravo in družbene vede (angleško Crime, Law and Social Science): 1933, z Jeromom Michaelom
5.   Umetnost in previdnost: študija praktične filozofije (angleško Art and Prudence: A Study in Practical Philosophy): 1937
6.   Kako brati knjigo: Umetnost pridobivanja liberalne izobrazbe (1940), izdaja iz leta 1966 s podnaslovom Vodnik po branju velikih knjig, revidirana izdaja iz leta 1972 s Charlesom Van Dorenom
7.   Dialektika morale: K temeljem politične filozofije (angleško Dialectic of Morals: Towards the Foundations of Political Philosophy): 1941
8.   "Kako označiti knjigo". Sobotni pregled literature. (angleško "How to Mark a Book". The Saturday Review of Literature ): 6. julij 1940
9.   Kako razmišljati o vojni in miru (angleško How to Think About War and Peace): 1944
10.  Ideja svobode: dialektični pregled polemik o svobodi (angleško he Idea of Freedom: A Dialectical Examination of the Controversies about Freedom ): 1961
Ostala dela